# 박미 (금양위)
박미(朴瀰, 1592년 ~ 1645년)은 조선의 문신이며, 선조의 부마이다. 본관은 반남(潘南). 금계군 증 좌의정 충익공 참찬 박동량(東亮)의 아들이다. 1603년(선조 36년)에 선조의 딸 정안옹주와 혼인한 뒤 금양위(錦陽尉)에 봉하여졌다. 시호는 문정(文貞).

## 생애
1603년(선조 36)선조의 다섯째 딸인 정안옹주(貞安翁主)와 혼인하여 금양위(錦陽尉)에 봉하여졌다. 1605년 친공신적장자(親功臣嫡長子)의 자격으로 2계(二階)를 초자(超資)받아 숭덕대부(崇德大夫)에 올랐으나, 사간원의 탄핵을 받기도 하였다.
1613년(광해군 5) 폐모의 논의가 일어났을 때, 아버지가 국구인 김제남(金悌男)과 친교가 깊다 하여 화를 입었다. 자신도 폐모론의 정청(庭廳)에 불참하였다 하여 김류(金瑬) 등과 함께 10사(十邪)로 불리면서 관작을 삭탈당하였다.
인조반정 뒤 1625년(인조 3) 회맹공신(會盟功臣) 책봉 때 구공신적장자(舊功臣嫡長子)로 가자(加資)되었으며, 혜민서제조(惠民署提調)에 서용되었다.
1638년 동지 겸 성절사(冬至兼聖節使)로 청나라에 다녀온 뒤 금양군(錦陽君)으로 개봉(改封)되었다. 어려서부터 문예에 능하였고, 특히 서도에서 일가를 이루었다. 서법은 중국의 오흥(吳興)을 따랐다.
지금까지 참판 박이서비(朴彝敍碑), 영흥부사 이수준갈(李壽俊碣) 등의 유필이 남아 있다. 장유(張維)·정홍명(鄭弘溟)과 교유하였다. 조카 박세채(朴世采)가 행장을 짓고, 송시열(宋時烈)이 비명을 지었다.

## 가족 관계
- 증조부 : 박소(朴紹)
- 조부 : 박응복(朴應福)
- 조모 : 임구령(林九齡)의 딸 - 선산 임씨, 임억령(林億齡)의 질녀
  - 부 : 박동량(朴東亮)
  - 모 : 민선(閔善)의 딸 - 여흥 민씨, 이몽량(李夢亮)의 외손녀, 이항복(李恒福)의 질녀
  - 장인 : 조선 14대 국왕 선조
  - 장모 : 인빈 김씨
  - 백부 : 박동열(朴東說)
    - 부인 : 정안옹주 - 선조의 서녀
      - 아들 : 박세교(朴世橋)
      - 며느리 : 종친부전부 이석기(宗親府典簿 李碩基, 1598년∼1653년)의 딸 전의 이씨(全義 李氏)
        - 손녀: 박애양(朴愛陽, 1634 ~ ?) - 지사 김만증 (知事 金萬增, 1635 ~ 1720)의 처
        - 손자 : 박태두(朴泰斗)
          - 증손자 : 박필하(朴弼夏
          - 증손부 : 윤반(尹攀)의 딸 - 남원 윤씨(南原 尹氏, ?~1719)
            - 현손자 : 박사정(朴師正, 1683년 ~ 1739년)
            - 현손부 : 함평이씨(咸平李氏)로 이택상(李宅相)의 딸
              - 5대손 : 금성위 박명원(錦城尉 朴明源)
              - 5대손부 : 화평옹주(和平翁主) -    영조의 셋째 딸[1]

        - 손녀 : 박송례(朴松禮, 1638 ~ ?) - 목사 조지항(牧使 趙持恒)의 처
        - 손자 : 박태만(朴泰萬 1642 ~ 1689)
        - 손자 : 박태성(郡守 朴泰成, 1643 ~ ?)
        - 손녀: 박송임(朴松任, 1645 ~ ?) - 예판 윤세기(禮判 尹世紀, 1647 ~ 1712)의 처
        - 손자 : 박태화(朴泰華, 1648 ~ ?)
        - 손자 : 박태한(佐郞 朴泰韓, 1649 ~ ?)
        - 손녀 : 박계임(朴季任, 1652 ~ ?) - 첨정 안상진(僉正 安相眞)의 처
        - 손자 : 박태길(朴泰吉)
        - 손부 : 칠원 윤씨
          - 증손자 : 박필린(朴弼鄰)
          - 증손녀 : 반남 박씨 - 이사주(李師周)의 처
          - 증손서 : 이사주(李師周)
          - 증손녀 : 반남 박씨 - 김서린(金瑞麟)의 처
          - 증손서 : 김서린(金瑞麟)
          - 증손자 : 박필균(朴弼均)
          - 증손부 : 여주이씨(? - 1761년)
            - 현손자 : 박사헌(朴師憲)
            - 현손자 : 박사근(朴師近), 당숙인 여호 박필주의 양자로 갔다.
              - 5대손 : 박진원(朴進源)
              - 5대손 : 박수원(朴綏源)
              - 5대손녀 : 반남박씨 - 황형(黃馨)의 처
              - 5대손서 : 황형(黃馨)

            - 현손녀 : 반남박씨 - 어용림(魚用霖)의 처
            - 현손서 : 어용림(魚用霖)
              - 현손자 : 박사유(朴師愈, 1703년 - 1767년 6월)
              - 현손부 : 함평이씨(咸平李氏, 1700년 - 1759년 10월), 이창원(李昌遠)의 딸
                - 5대손 :  박희원(朴喜源, 1730년 - 1787년)[2]
                - 5대손녀 : 반남 박씨
                - 5대손녀 : 반남 박씨
                - 5대손 : 박지원

        - 손자 : 박태발(朴泰發, 1657 ~ ?)

    - 남동생 : 박의(朴倚)
    - 제수 : 신흠(申欽)의 딸
      - 조카 : 박세채(朴世采)

    - 남동생 : 박유(朴濰)
    - 남동생 : 박자(朴澬)
    - 여동생 : 이명한의 처
    - 여동생 : 홍처심(洪處深)의 처
    - 여동생 : 유성오(柳誠吾)의 처
    - 형님 : 의안군 이성(義安君 李珹,1577년 ~ 1588년 3월 20일)
      - 처조카 : 능원대군 이보(綾原大君, 1598년 5월 15일 ~ 1656년 1월 26일), 추존왕 원종의 삼남.

    - 형님 : 신성군 이후(信城君 李珝,1579년 1월 6일 ~ 1592년 12월 8일)
    - 아주머니 : 군부인 평산 신씨(郡夫人 平山 申氏, 1578년 -1622년), 한성부우윤(漢城府右尹) 평산(平山) 신씨 신립(申砬)의 딸.
      - 처조카 : 이씨(李氏) - 안홍량의 처(妻)
      - 처조카 : 능창대군 이전(綾昌大君 李佺, 1599년 9월 5일 ~ 1616년 1월 5일), 추존왕 원종의 사남, 파양.
      - 처조카 : 평운군 이구(平雲君 李俅, 1624년 - 1662년), 경창군(慶昌君)의 3남.

    - 형님 : 추존 원종대왕 이부(元宗大王 李琈, 1580년 8월 2일 ~ 1620년 2월 2일)
    - 아주머니 : 인헌왕후 구씨(仁獻王后 具氏, 1578년 5월 23일 ~ 1626년 2월 10일)
      - 처조카 : 인조대왕 이종(仁祖大王 李倧, 1595년 12월 7일 ~ 1649년 6월 17일), 추존왕 원종의 장남

    - 아주머니 : 평양 김씨(平壤 金氏) 
      - 처조카 : 능풍군 이명(綾豊君 李佲, 1596년 ~ 1604년), 추존왕 원종의 차남이자 서장자

    - 처형 : 정신옹주(貞愼翁主, 1583년 ~ 1653년)
    - 형님 : 달성위 서경주(達城尉 徐景霌, 1579년 ~ 1643년)
      - 처조카 : 서미생(徐楣生, 1597~1666)
      - 처조카사위 : 연안 김씨 연흥부원군 김제남(延興府院君 金悌男, 1562~1613)의 아들 진사 김규(進士 金珪, 1592~1613)
      - 처조카 : 풍덕부사 서정리(豊德府使 徐貞履, 1599~1664)
      - 처조카며느리 : 감찰 심열(監察 沈說)의 딸 삼척 심씨(三陟 沈氏)
      - 처조카며느리 : 판서 이시발(判書 李時發)의 딸 경주 이씨(慶州 李氏)
      - 처조카 : 서예생(徐禮生, 1601~?)
      - 처조카사위 : 전주 이씨 현감 이유원(縣監 李幼源)의 아들 좌랑 이명인(佐郞 李命寅, 1601~?)
      - 처조카 : 서희생(徐喜生, 1603~?)
      - 처조카사위 : 청송 심씨 공조참의 심종직(工曺參判 沈宗直)의 아들 심항(沈伉)
      - 처조카 : 서지순(徐止順, 1614~?)
      - 처조카사위 : 안동 권씨 동부승지 권확(同副承旨 權鑊, 1568∼1638)의 아들 예조참판 권우(禮曹參判 權堣, 1610∼1685)
      - 처조카 : 삼척부사 서정리(三陟府使 徐正履, 1617~1678)
      - 처조카며느리 : 이조참판 경천군 김남중(吏曹參判 慶川君 金南重, 1596~?)의 딸 경주 김씨(慶州 金氏)
      - 처조카며느리 : 사직 남호학(司直 南好學, 1585~?)의 딸 의령 남씨(宜寧 南氏)
      - 처조카 : 서지효(徐止孝, 1620~?)
      - 처조카사위 : 전의 이씨 이만웅(李萬雄)
      - 처조카 : 서진리(徐晉履, 1622~1661)

    - 처형 : 정혜옹주(靜惠翁主, 1584년 ~ 1638년)
    - 형님 : 해숭위(海嵩尉) 윤신지(尹新之, 1582년 ~ 1657년)
      - 처조카 : 윤지(尹墀, 1600~1644)
      - 처조카며느리 : 남양 홍씨(南陽 洪氏)
      - 처조카 : 윤구(尹坵, 1606~1637)
      - 처조카며느리 : 청풍 김씨(淸風 金氏)

    - 처형 : 정숙옹주(貞淑翁主, 1587년 ~ 1627년)
    - 형님 : 동양위(東陽尉) 신익성(申翊聖, 1588년 ~ 1644년)
      - 처조카 : 신혜순(申惠順, 1604년 ~ 조졸)
      - 처조카 : 신경강(申敬康, 1606년 ~ 1649년)
      - 처조카사위 : 홍명하(洪命夏, 1608년 ~ 1668년)
      - 처조카 : 신면(申冕, 1607~1652)
      - 처조카며느리 : 해평 윤씨(海平 尹氏) - 윤훤[3]의 딸이며 심의겸의 외손녀
      - 처조카 : 신변(申昪, 1610~1664)
      - 처조카며느리 : 전주 이씨(全州 李氏) - 이민구의 딸
      - 처조카 : 신경(申炅, 1613~1664)
      - 처조카며느리 : 창원 황씨(昌原 黃氏) - 황일호의 딸
      - 처조카며느리 : 청주 한씨(淸州 韓氏) - 한립의 딸
      - 처조카 : 신순강(申順康, 1615~?)
      - 처조카사위 : 강문두(姜文斗, ?~1646) - 소현세자빈 민회빈 강씨의 동생
      - 처조카 : 신지강(申止康, 1617~1667)
      - 처조카사위 : 김좌명(金佐明, 1616~1671) - 명성왕후의 큰아버지
      - 처조카 : 신최(申最, 1619~1658)
      - 처조카며느리 : 청송 심씨(靑松 沈氏) - 심희세[4]의 딸이며 심의겸의 손녀
      - 처조카 : 신향(申晑, 1623~1642)
      - 처조카며느리 : 선산 김씨(善山 金氏) - 김세렴의 딸

    - 형님 : 의창군 이광(義昌君 李珖, 1589년 ~ 1645년)
    - 아주머니 : 양천군부인 양천 허씨(陽川郡夫人 陽川 許氏) - 허성(許筬)의 딸
      - 처조카 : 낙선군 이숙(樂善君 李潚, 1641년 12월 9일 ~ 1695년 4월 26일) - 인조의 막내 아들이었으나[5] 의창군의 양자로 들어갔다. 낙선군 역시 후사가 없어 청평군 이전(淸平君 李洤)의 차남인 임양군 이환을 양자로 들였다.
      - 처조카며느리 : 동원군부인 강릉 김씨(東原君夫人 江陵 金氏, ? ~ 1722), 김득원(金得元)의 딸

    - 처제 : 정휘옹주(貞徽翁主, 1593년 ~ 1653년)
    - 동서 : 전창군 효정공 류정량(全昌君 孝貞公 柳廷亮, 1591년 ~ 1663년)
      - 처조카 : 예조참판 전평군 류심(禮曹參判 全平君 柳淰, 1608~1667)
      - 처조카며느리 : 응교 엄성(嚴惺)의 딸 영월 엄씨(寧越 嚴氏)
      - 처조카며느리 : 현감 윤경(尹敬)의 딸 해평 윤씨(海平 尹氏)
      - 처조카 : 금천군수 류흡(金川郡守 柳潝, 1611~?)
      - 처조카며느리 : 참봉 박성(參奉 朴煋)의 딸 반남 박씨(潘南 朴氏)
      - 처조카 : 유백임(柳伯任, 1616~?)
      - 처조카사위 : 전주인 부제학 이민구(副提學 李敏求, 1589∼1670)의 아들 진사 이중규(進士 李重揆, 1614~1637?)[6]
      - 처조카 : 숙부인 유중임(淑夫人 柳仲任, 1617~?)
      - 처조카사위: 동래인 형조참판 정양필(刑曹參判 鄭良弼, 1593∼ ?)의 아들 종성부사 정화제(鍾城府使 鄭華齊, 1618~1674)

1. ↑  영조와 영빈 이씨의 장녀이자 화협옹주, 화완옹주의 언니이며, 사도세자의 누나이다.
2. ↑   《고추장 작은 단지를 보내니》박지원 지음, 박희병 옮김, (돌베게, 2006) 16쪽.
3. ↑  정묘호란의 패전의 책임을 묻고 처형됨
4. ↑  구사맹의 외손자이자 인조의 이종 사촌동생이다.
5. ↑  인조와 귀인 조씨의 둘째아들이다.
6. ↑  국역 국조인물고 - <이중규>